# ملانین

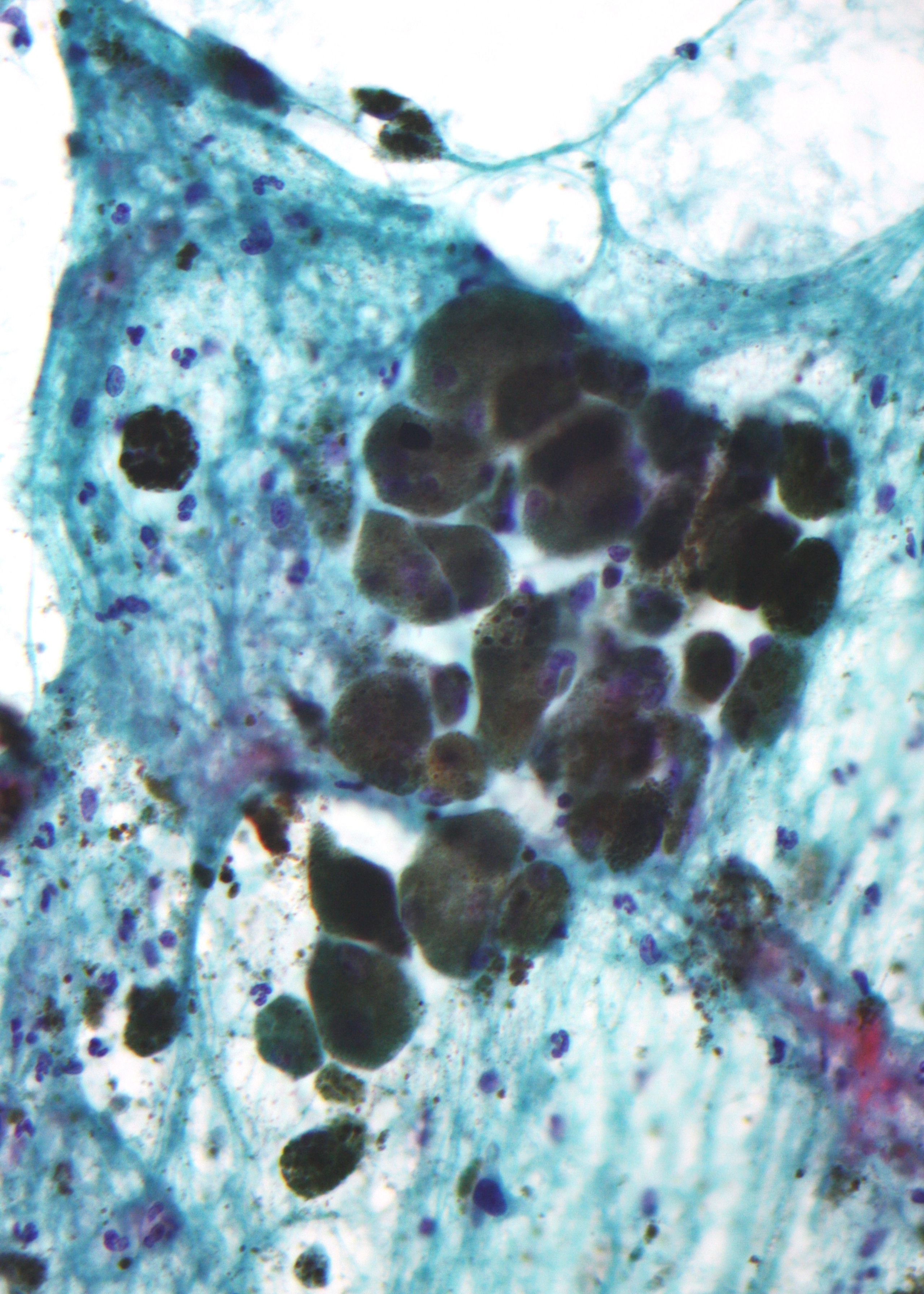
تصویری از رنگدانه ملانین در یک ملانوم

ملانین (از یونانی باستان  μέλας  «تیره») یک اصطلاح گسترده‌ای برای گروهی از رنگدانه‌های طبیعی موجود در بسیاری از موجودات زنده (عنکبوتیان یکی از چند گروه معدود هستند که در آن تشخیص داده نشده‌است) است. ملانین مشتق شده از اسید آمینه تیروزین است، با این حال از اسیدهای آمینه ساخته نشده‌است و یک پروتئین نیست. رنگدانه‌ای است که در یک گروه تخصصی از سلول‌های شناخته شده به عنوان ملانوسیت‌ها تولید می‌شود.
سه نوع اساسی از ملانین وجود دارد: eumelanin، pheomelanin، و neuromelanin است. رایج‌ترین نوع eumelanin است که به رنگ "سیاه " و "قهوه‌ای" تولید می‌شود. Pheomelanin سیستئین حاوی پلیمر قرمز - قهوه‌ای از واحدهای بنزوتیازین تا حد زیادی مسئول رنگ قرمز مو و کک و مک است. Neuromelanin در مغز یافت می‌شود، هر چند عملکرد آن مبهم باقی می‌ماند.

## تولید ملانین
تولید ملانین در یک بخشی سلول ملانوسیت به نام ملانوزوم از اسیدآمینه تیروزین اتفاق می‌افتد، پوست، و مو با رنگدانه تیره حاوی ملانوزوم‌هایی با مقادیر بیشتر ملانین هستند لذا مرگ این سلول‌ها باعث ایجاد پوست روشن یا کاملاً سفید رنگ در فرد می‌شود. ملانین شایع یوملانین است که رنگدانه‌ای قهوه‌ای مایل به سیاه است.

## نژادها
تراکم ملانوسیت‌ها در پوست و مو بین نژادهای مختلف یکسان است، اما تفاوت رنگ پوست در نژادهای مختلف به علت تفاوت در میزان تولید رنگدانه توسط ملانوسیت‌ها است. میزان آن با نژاد، عوامل ژنتیکی، عوامل هورمونی و تماس با آفتاب رابطه دارد.

## اختلالات رنگدانه‌ای
دو مبدا در دو علت عوامل اختلالات رنگدانه های پوستی هستند:
- اختلالات مادرزادی در شمار ملانوسیت‌ها مانند پیسی
- اختلالات مادرزادی در کارکرد ملانوسیت‌ها مانند زالی
- اختلالات اکتسابی در شمار ملانوسیت‌ها مانند لکودرما
- اختلالات اکتسابی در کارکرد ملانوسیت‌ها مانند برنزه کردن پوست